# Franz Bartelt
Franz Bartelt (* 7. Oktober 1949 in Les Andelys, Frankreich) ist ein französischer Schriftsteller und Feuilleton-Journalist.

## Biographie
Die aus Pommern im heutigen Polen stammende Familie Bartelt ließ sich im Département Eure in Frankreich nieder, wo 1949 Franz Bartelt geboren wurde. Im Alter von vier Jahren zog die Familie in die Ardennen, zuerst nach Boulzicourt, später nach Charleville-Mézières. Die Gegend, die literarisch von Arthur Rimbaud geprägt ist, beflügelte den Jungen, der mit Krimi-Literatur lesen lernte und die Krimis, wie seine Mutter berichtete, geradezu „verschlang“. Er schrieb seine ersten literarischen Texte im Alter von 13 Jahren, ein Jahr später verließ er die Schule und hielt sich mit Gelegenheitsarbeiten über Wasser. Mit 19 Jahren begann er in einer Papierfabrik in Givet zu arbeiten.
Im Jahr 1980 ließ er sich in Nouzonville nieder und widmete sich verstärkt dem Schreiben. Über fünf Jahre war er beruflich in Schichtarbeit tätig und schrieb parallel dazu pro Jahr zwei Werke, die er aber nicht veröffentlichte. Seit dem Jahr 1985 bestreitet er mit dem Schreiben seinen Lebensunterhalt. Er ist als Dichter, Novellist, Dramaturg und Feuilletonist tätig und schrieb inzwischen auch acht Hörspiele für das Radio (France Culture).
Im Jahr 1995 war er sich seiner Bestimmung als Schriftsteller sicher und veröffentlichte Romane, die von der Kritik gelobt und für Literaturpreise nominiert wurden. Für Les Bottes Rouges (Gallimard) wurde er 2000 mit dem Grand Prix de l’humour noir ausgezeichnet, für Le Bar des habitudes (Gallimard) erhielt er 2006 den Prix Goncourt de la nouvelle. 2011 wurde zum ersten Mal eines seiner Bücher (Je ne sais pas parler) von Hainer Kober ins Deutsche übersetzt: Ich kann nicht sprechen. 2018 wurde der Roman Hôtel du Grand Cerf  mit dem Prix Mystère de la critique ausgezeichnet.

## Werke

### Romane und Novellen
(Auswahl)
- Ich kann nicht sprechen. austernbank, München 2011, ISBN 978-3-9814617-0-1.
- La Fée Benninkova. Le Dilettante, Paris 2010, ISBN 978-2-84263-658-6.
- Je ne sais pas parler. Finitude, Bordeaux 2010, ISBN 978-2-912667-73-1.
- La mort d'Edgar. Gallimard, Paris 2010, ISBN 978-2-07-012859-4.
- Petit Éloge de la vie de tous les jours. Gallimard, Paris 2009, ISBN 978-2-07-039603-0.
- Pleut-il? Gallimard, Paris 2007, ISBN 978-2-07-078578-0.
- Chaos de famille. Gallimard Série Noire, Paris 2006, ISBN 2-07-078099-6.
- Le Bar des habitudes. Gallimard, Paris 2005, ISBN 2-07-034780-X (Auszeichnung: Prix Goncourt de la nouvelle).
- Teddy, avec Blutch. Frontignan, 2005, ISBN 2-910431-76-2.
- Le Jardin du Bossu. Gallimard, Paris 2004, ISBN 2-07-031327-1 (Auszeichnung: Folio policier, 2006).
- Charges comprises. Gallimard, 2003, ISBN 2-07-071815-8.
- Terrine Rimbaud. Estuaire, Paris 2004, ISBN 2-87443-001-3.
- Le Grand bercail. Gallimard, Paris 2002, ISBN 2-07-076533-4.
- Nulle part, mais en Irlande. Le Temps qu'il fait, Cognac 2002, ISBN 2-86853-364-7.
- Les Bottes rouges. Éd. France loisirs, Paris 2001, ISBN 2-7441-4194-1 (Auszeichnung: Grand Prix de l'humour noir).
- Simple. le Grand livre du mois, Paris 1999, ISBN 2-7028-3921-5.
- Suite à Verlaine. Finn, Castanet-Tolosan 1999, ISBN 2-913536-01-8.
- Les Marcheurs. Finn, Castanet-Tolosan 1998, ISBN 2-913536-00-X.
- Le Costume. Gallimard, Paris 1998, ISBN 2-07-075397-2.
- La Chasse au grand singe. Gallimard, Paris 1996, ISBN 2-07-074639-9.
- Les Fiancés du paradis. Gallimard, Paris 1995, ISBN 2-07-074173-7.